# Balma de La Griera
La Balma de la Griera o de la Graiera és un jaciment arqueològic del Paleolític mitjà, que es troba al municipi de Calafell, (Baix Penedès, declarat Bé cultural d'interès local.

## Situació geogràfica i geològica
El jaciment es troba al peu d'una paret, al marge dret d'un congost excavat pel torrent de La Cobertera. A mig camí en la carretera que uneix Calafell amb Bellvei.
L'abric s'ha anat erosionant per causa d'elements hidrogràfics i es troba en una zona formada per calcàries bioclàstiques del Miocè.

## Descobriment i historiografia
Hom té constància oficial del jaciment des del 1932, quan el pare Martí Grivé hi va fer una prospecció superficial i una petita cala.
Des del 1951 al 1953, Albert Ferrer i els germans Bellmunt hi van realitzar un seguit d'actuacions. En finalitzar-les, el jaciment va quedar abandonat i a mercè dels espoliadors.
A partir de l'any 1989, el departament de Prehistòria de la UB, va iniciar un procés d'investigació que incloïa aquest jaciment, cosa que va portar a un seguit d'excavacions. 1989, 2000, 2001, 2002, 2003, 2004, 2005, 2006, 2007, 2010, 2011 i 2012.
En destaca la troballa d'un os amb incisions, una de les úniques mostres d'art moble del Paleolític superior.

## Descripció
S'ha identificat com un lloc d'habitatge sense estructures i s'hi ha identificat 3 nivells d'ocupació.
El nivell més antic, que pertany al Paleolític superior inicial, s'hi troba una indústria lítica entre el gravetià final i un protosolutrià.
La següent ocupació, pertany a l'Epipaleolític i es caracteritza per elements lítics de tipus geomètric.
A l'última fase, s'hi ha trobat ceràmiques de diversos moments de la prehistòria recent: campaniformes, edat del bronze inicial i camps d'unes.
Les troballes que més abunden són les de fauna, on destaca el conill amb un 80% de restes, també s'hi ha trobat macrofauna i malacofauna.